# AirJelly
AirJelly (Luft-Gelee) ist ein Bionik-Projekt, das im Rahmen des Bionic Learning Network von Festo entwickelt wurde. Es stellt gewissermaßen eine „fliegende Qualle“ dar und besteht aus einem mit Helium gefüllten Ballonett. AirJelly ist das erste Indoor-Flugobjekt mit peristaltischem Antrieb und erhielt 2010 den Designpreis der Bundesrepublik Deutschland.
Der Name leitet sich von den englischen Wörtern Air = Luft und Jellyfish = Qualle ab.

## Technische Daten
Die technischen Daten des AirJelly sind:
| Durchmesser:  | 135 cm                                                                                       |
| Höhe:         | 220 cm                                                                                       |
| Gewicht:      | 1300 g                                                                                       |
| Struktur:     | Helium gefüllter Ballon                                                                      |
| Batterie:     | Lithium-Ionen-Polymer-Akkus mit 8 Volt und 400 mA                                            |
| Vortrieb:     | Motor treibt Kegelrad an, dieses 8 Wellen mit Stangen die mit den "Tentakeln" verbunden sind |
| Untersetzung: | 262 : 1                                                                                      |
| Steuerung:    | Gewichtsverlagerung                                                                          |
| Motor:        | Glockenankermotor                                                                            |
| Kontrolle:    | Funkfernsteuerung                                                                            |